# 宮崎修
宮﨑 修（みやざき おさむ、1961年〈昭和36年〉4月15日 - ）は、群馬県太田市生まれの日本の料理人。東京都中央区銀座3丁目にある「Restaurant Miyazaki」のシェフである。

## プロフィール
20代の頃、知人の紹介により、オープン間もない南青山「ラ・ロシェル」でシェフとしてのキャリアをスタートさせる。2年程勤めた後、フランスに渡りノートルダム寺院近くに店を構えるレストランで働くことに。
その後「Lucas Carton〜ルキャ・キャルトン〜」の副料理長に就任する。すぐそばにはマドレーヌ寺院、数ブロック離れた先にはオペラ座やコンコルド広場、ルーブル美術館がそびえ立つ伝統的なレストランとして広く知られている（ミシュランの3ツ星を長く維持）。またプライベートレストラン「セークル」の料理長を兼任する。
帰国後、お台場にオープンしたホテル日航東京（現ヒルトン東京お台場）テラス・オン・ザ・ベイの料理長に就任。その後フレンチのカリスマとして名高いアラン・デュカス氏が舞浜イクスピアリにオープンした「スプーン・アラン・デュカス」の料理長、続いて「旧新橋停車場」内の「グラン・カフェ 新橋ミクニ」総料理長、「ベージュ・アラン・デュカス」副総料理長、「東京ベイコート倶楽部」洋食統括料理長を務める。
東京ベイコート倶楽部退職後は、群馬県草津町の「中沢ヴィレッジ」総料理長に就任。その後再び東京に戻り、クリスチャン ディオールとのコラボレーションで話題になった「Café Dior by Pierre Hermé」、「ロクシタンカフェSHIBUYA TOKYO」の開業をピエール・エルメのエクゼクティブ・シェフ・アドバイザーとして務める。
そして現職である「CITY CLUB OF TOKYO」料理長に就任。2024年8月1日よりレストラン「MIYAZAKI」の料理長。

## 略歴
- 1983年　レストラン・ラ・ロッシェル
- 1984年　渡仏後、星つきレストランにて部門料理長
- 1992年　レストラン・ルキャ・キャルトン3ツ星,パリ(副料理長)兼プライベートレストランルキャ・キャルトン・セークル,パリ(料理長)
- 1995年　帰国
- 1996年　ホテル日航・テラスオンザベイ(料理長)
- 2000年　スプーン「アラン デュカス」(料理長)
- 2003年　グランカフェ新橋ミクニ(総料理長)
- 2004年　ベージュ「アラン デュカス」(副総料理長)
- 2007年　東京ベイコート倶楽部(洋食統括料理長)
- 2017年　中沢ヴィレッジ(総料理長)
- 2018年　ピエール・エルメ・パリ(エクゼクティブ・シェフ・アドバイザー)
- 2018年6月　CITY CLUB OF TOKYO(総料理長)[2]。
- 2024年7月 レストラン Miyazaki（料理長）